# Apochrysa
Apochrysa is een geslacht van insecten uit de familie van de gaasvliegen (Chrysopidae), die tot de orde netvleugeligen (Neuroptera) behoort.

## Soorten
- A. cognata (Kimmins, 1953)
- A. evanida Gerstäcker, 1894
- A. leptalea (Rambur, 1842)
- A. lutea (Walker, 1853)
- A. matsumurae Okamoto, 1912
- A. montrouzieri (Girard, 1862)
- A. retivenosa (Winterton, 1995)
- A. salomonis (Kimmins, 1951)
- A. voeltzkowi (Van der Weele, 1909)
- A. wagneri Hölzel, 1996